# The Crow – Wicked Prayer
The Crow – Wicked Prayer (auch: The Crow IV) ist die vierte Filmadaption des Comics The Crow von James O’Barr, die in US-amerikanisch/britischer Co-Produktion entstand. Zugleich ist der Film die dritte Fortsetzung des Streifens The Crow – Die Krähe. Regie führte Lance Mungia. Der Spielfilm wurde direkt für den Video- bzw. DVD-Markt produziert.

## Handlung
Der Film spielt in der kargen Landschaft eines Indianerreservats, wo sich die ansässigen Indianer der Bergarbeiterstadt Lave Ravazu, die hier ein perspektivloses Leben fristen, zunehmend vom Staat und der Industrie allein gelassen fühlen. Die örtliche Mine soll jedoch geschlossen werden damit der dort ansässige Indianerstamm ein Casino eröffnen kann.
Am Rande der Gesellschaft lebt der Außenseiter und Ex-Sträfling Jimmy Cuervo gemeinsam mit seinem Hund in einem schrottreifen und verwahrlosten Wohnwagen. Er ist seit längerem mit Lilly, der Tochter des Stammes-Priesters liiert, die er, sehr zum Leidwesen ihrer Familie, beabsichtigt zu heiraten. Unglücklicherweise fällt er eines Tages mit seiner Gefährtin dem charismatischen und brutalen Anführer einer satanischen Gang, Luc Crash aka „Death“, und seiner gewaltbereiten Freundin Lola Byrne zum Opfer. Crash, ein Jugendfreund Cuervos und ehemaliger Mitgefangener, vollzieht mit Lola vor den Augen seiner drei loyalen Gangmitgliedern eine Hinrichtung, in deren Folge Cuervo und Lilly versterben. Das bizarre Paar will sich mit der Tötung dämonische Kräfte aneignen, um den Teufel heraufzubeschwören und im Körper von Luc Crash aufleben zu lassen. Der Tod der beiden soll für dieses Ritual nur der Anfang sein.
Der ermordete Jüngling kehrt jedoch mithilfe der Macht der Krähe und noch vor Vollendung des apokalyptischen Rituals aus dem Reich der Toten zurück, um Rache an der amoklaufenden Satanistenbande zu üben.

## Kritik
Das Lexikon des internationalen Films urteilte: „Der vierte Aufguss der „Krähen“-Saga enttäuscht in allen Belangen; ein Lehrbeispiel dafür, dass auch noch so erfolgreiche Filmwellen auf Dauer nur tot geritten werden können.“